# 特殊作戦軍 (ロシア連邦)
特殊作戦軍（とくしゅさくせんぐん、ロシア語: Силы специальных операций; ССО, ラテン Sily spetsial’nykh operatsii; SSO、英語: Special Operations Forces of the Russian Federation）は、ロシア連邦軍参謀本部特殊作戦指揮部（ロシア語: командование сил специальных операций; KCCO, ラテン Komandovanie sil spetsial’nalnykh operatsii; KSSO）隷下の特殊部隊。
2009年に編成が始まり、2013年より正式に創設された。隊員数は2000人。ロシア連邦軍特殊部隊の中で最高位の部隊であり、2014年のウクライナ東部紛争にて初めて実戦を経験し、シリア内戦においても巡航ミサイルの攻撃目標の選定、重要目標の暗殺、敵部隊への強襲作戦といった任務を遂行した。
装備のほとんどはAK-74などロシア製だが、グロックシリーズの拳銃なども多用している。また、米国のFASTヘルメットに影響を受けて開発されたLSHZ 1+ヘルメットの着用も確認されている。

## 主な戦歴
- 2014年、ロシア軍によるクリミア半島侵攻作戦に投入される。
- 2015年、ロシア軍爆撃機撃墜事件が発生した際に、フライト・レコーダーを回収するために投入。
- 2016年、パルミラの戦いに参加。
- 2017年、ある指揮官と16人の隊員が、シリアで推定300人のイスラム過激派を排除。ロシア連邦英雄の金色勲章を授与されている。

## ギャラリー

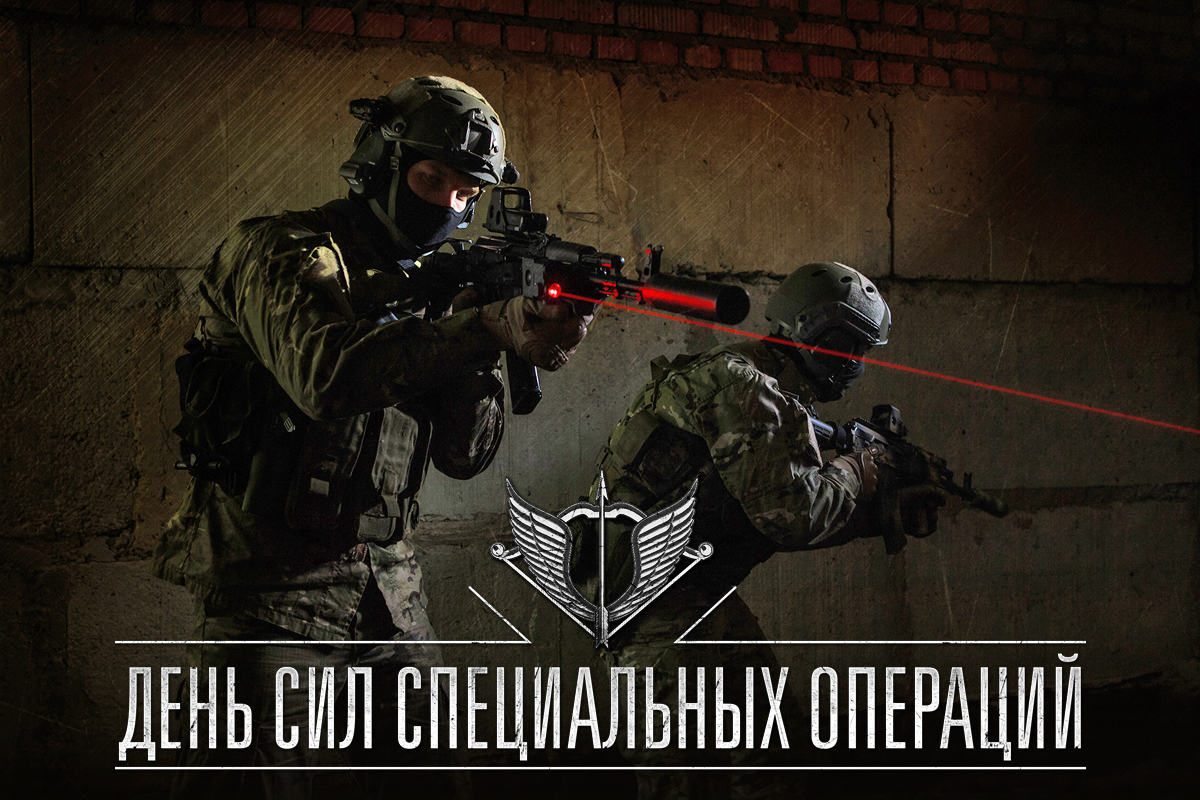
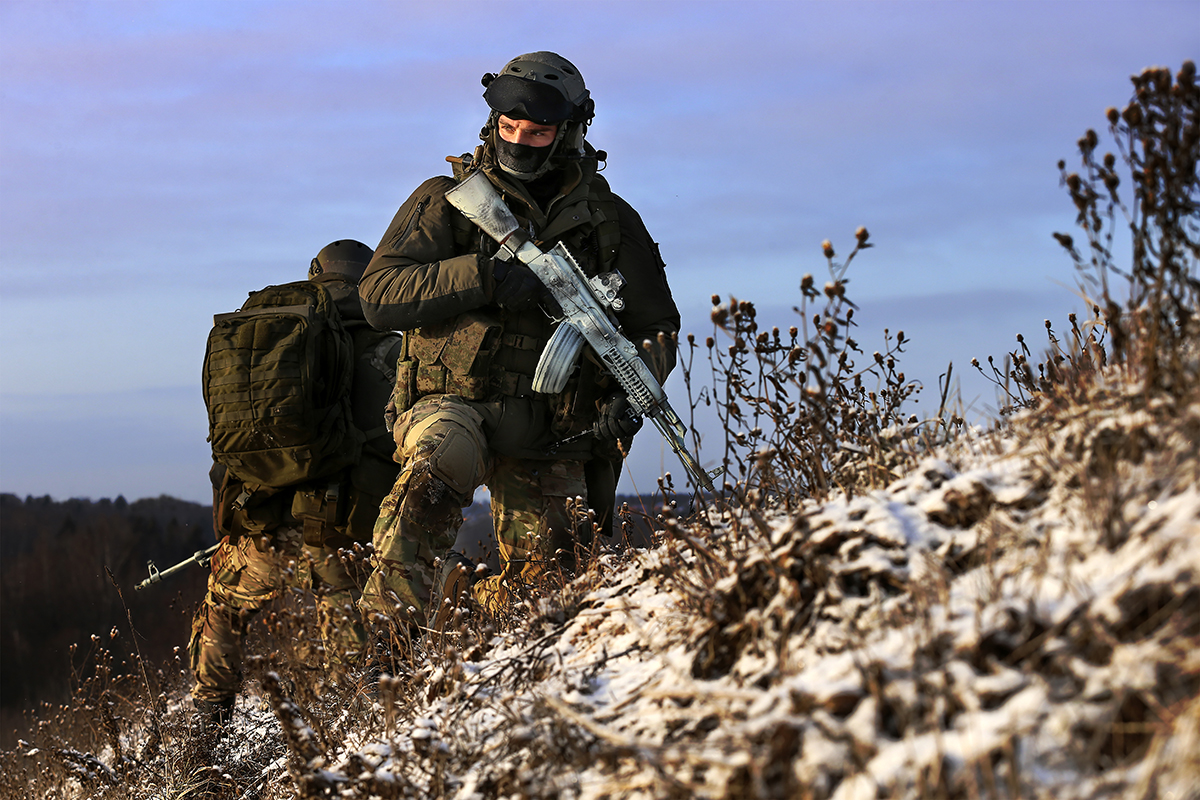
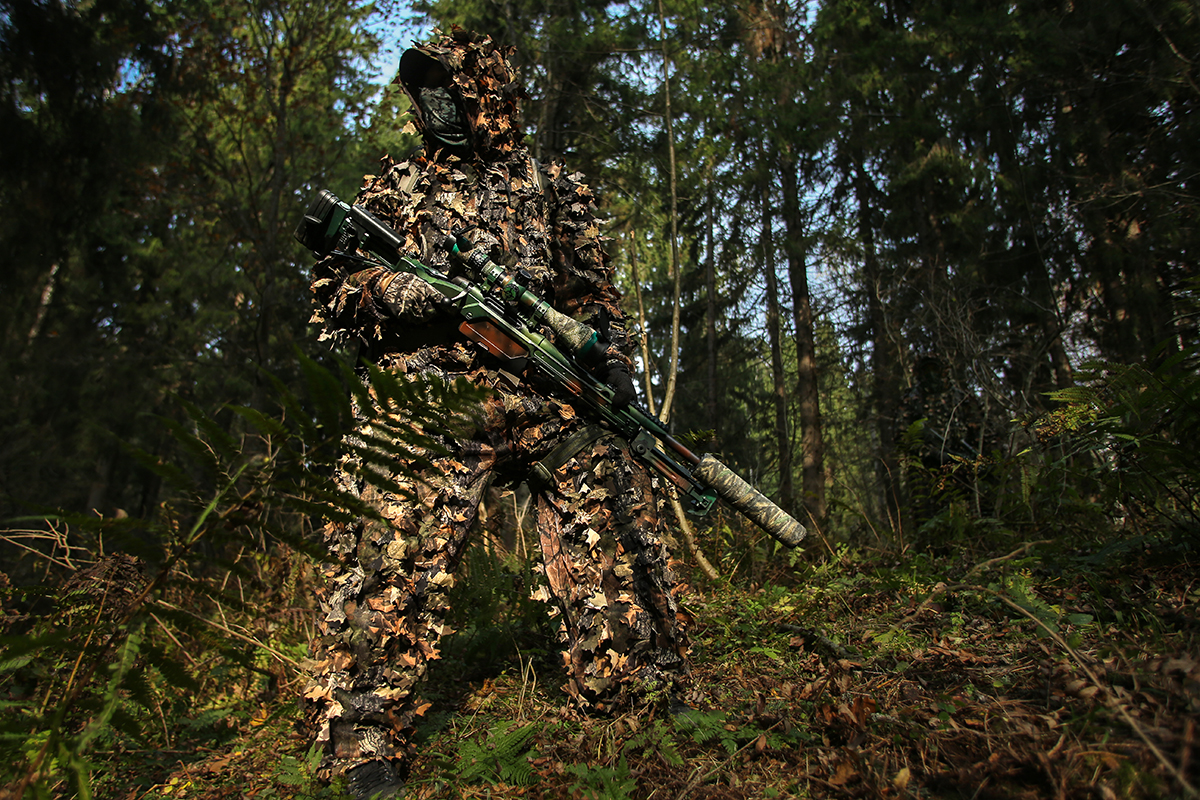
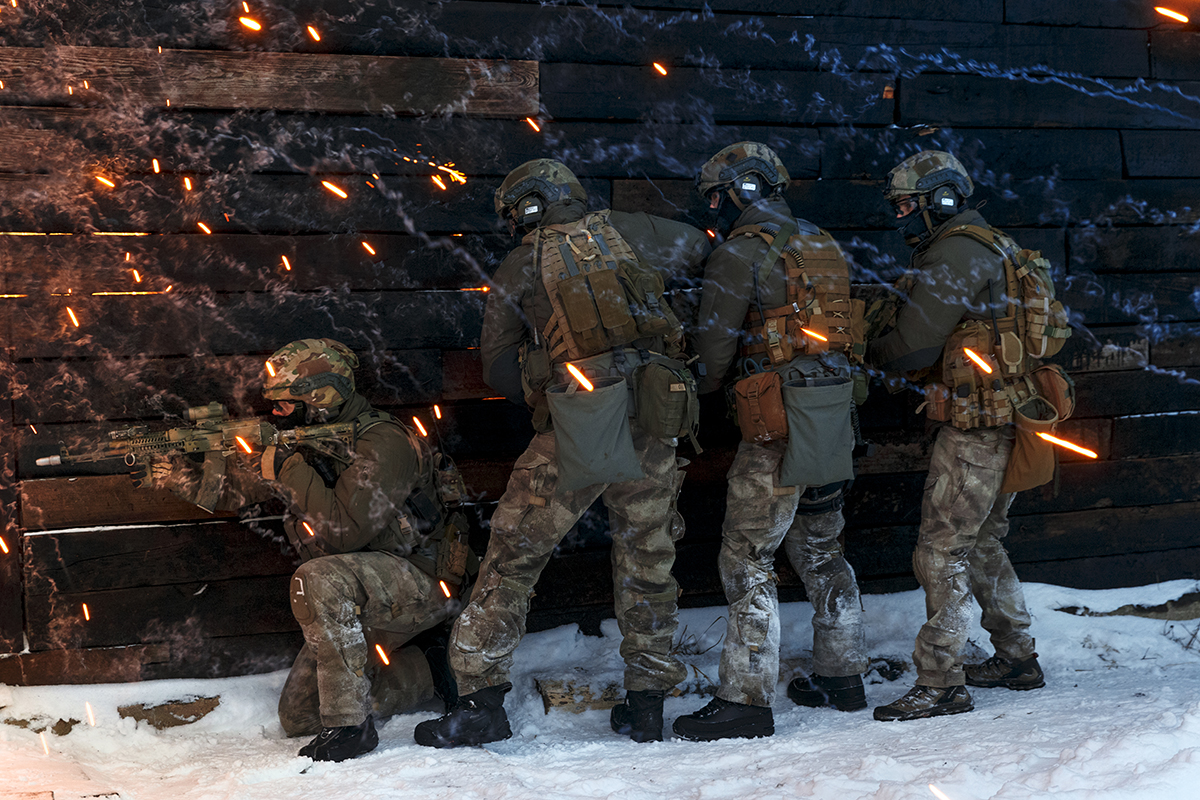
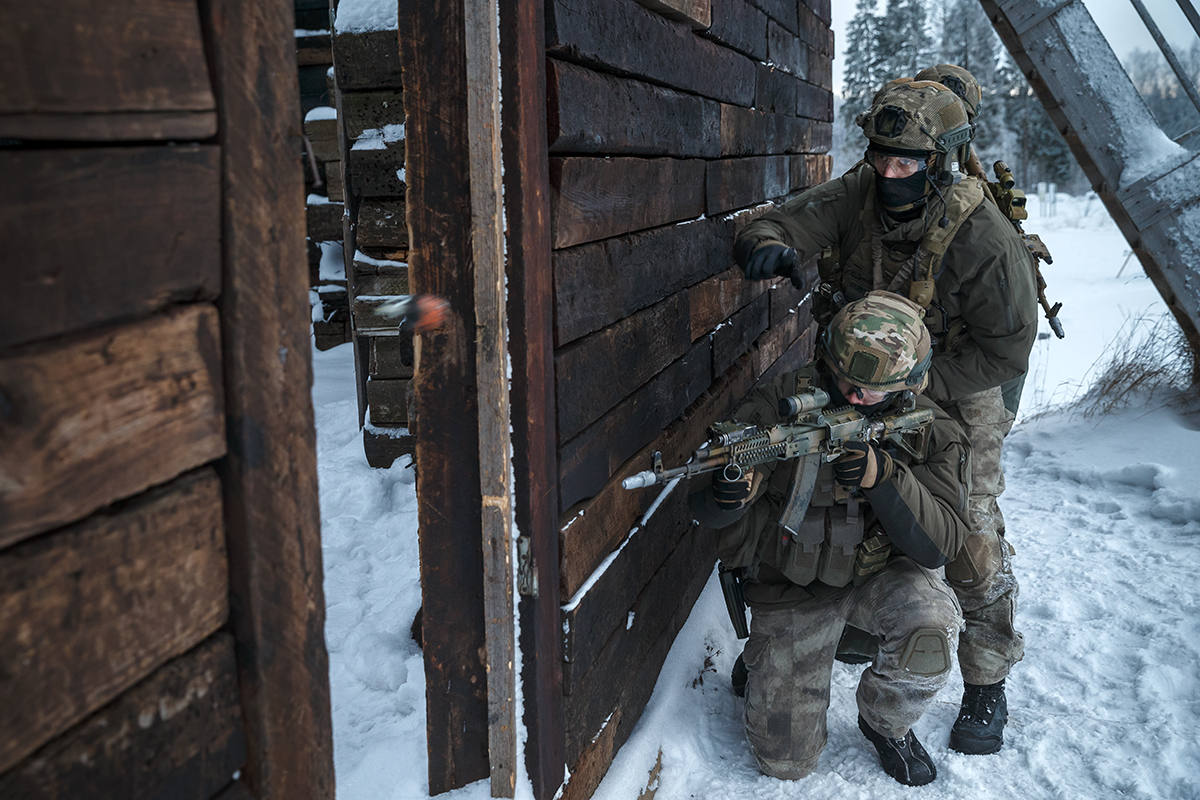
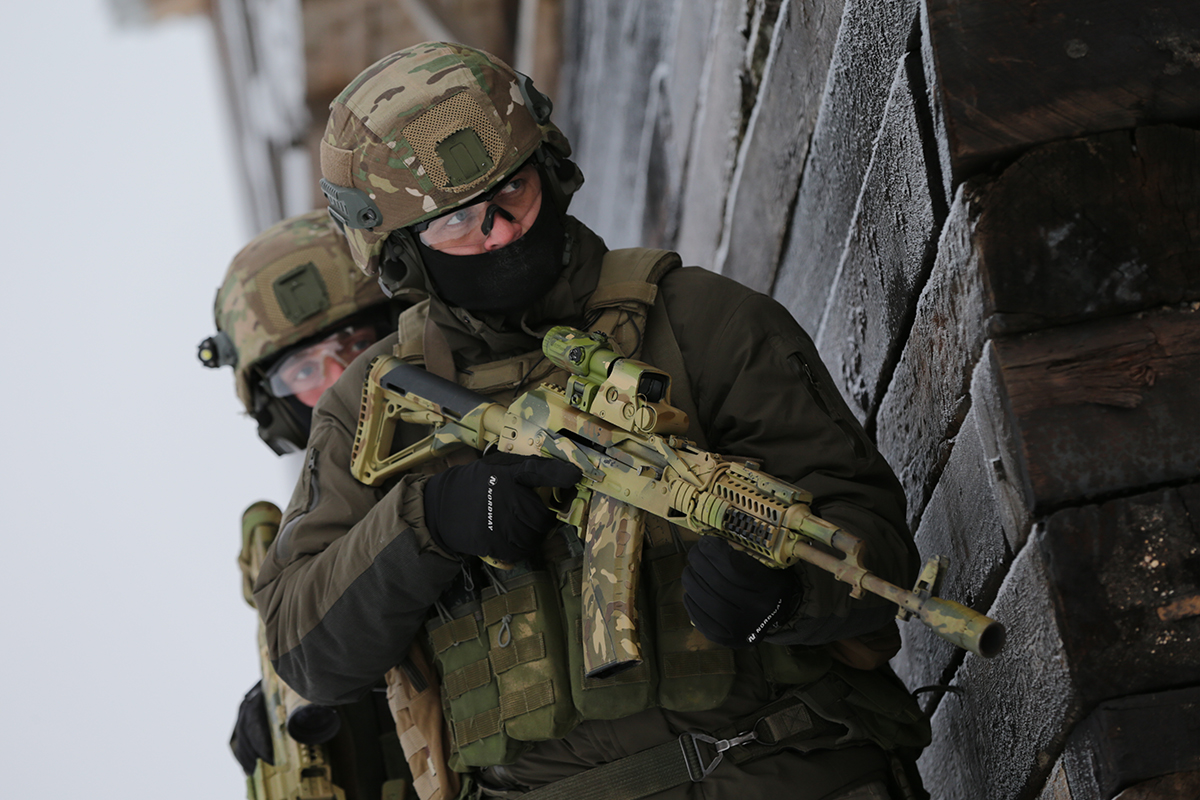
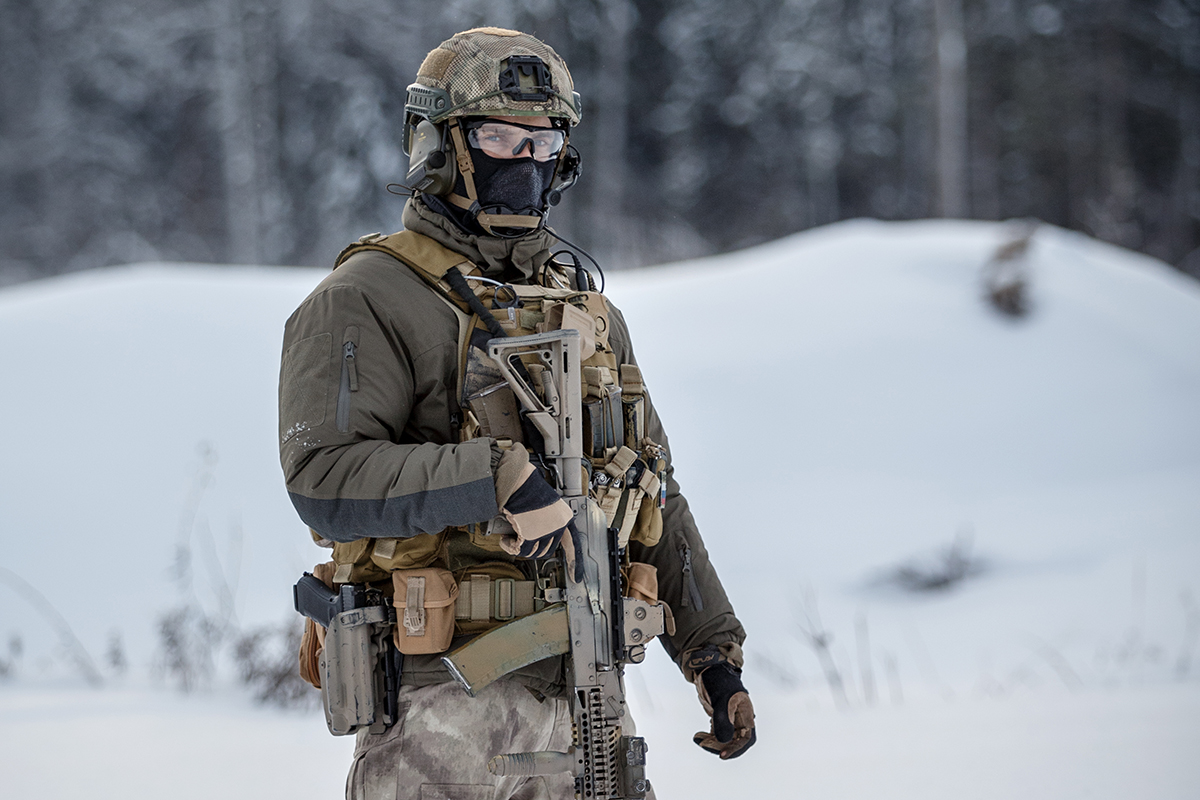
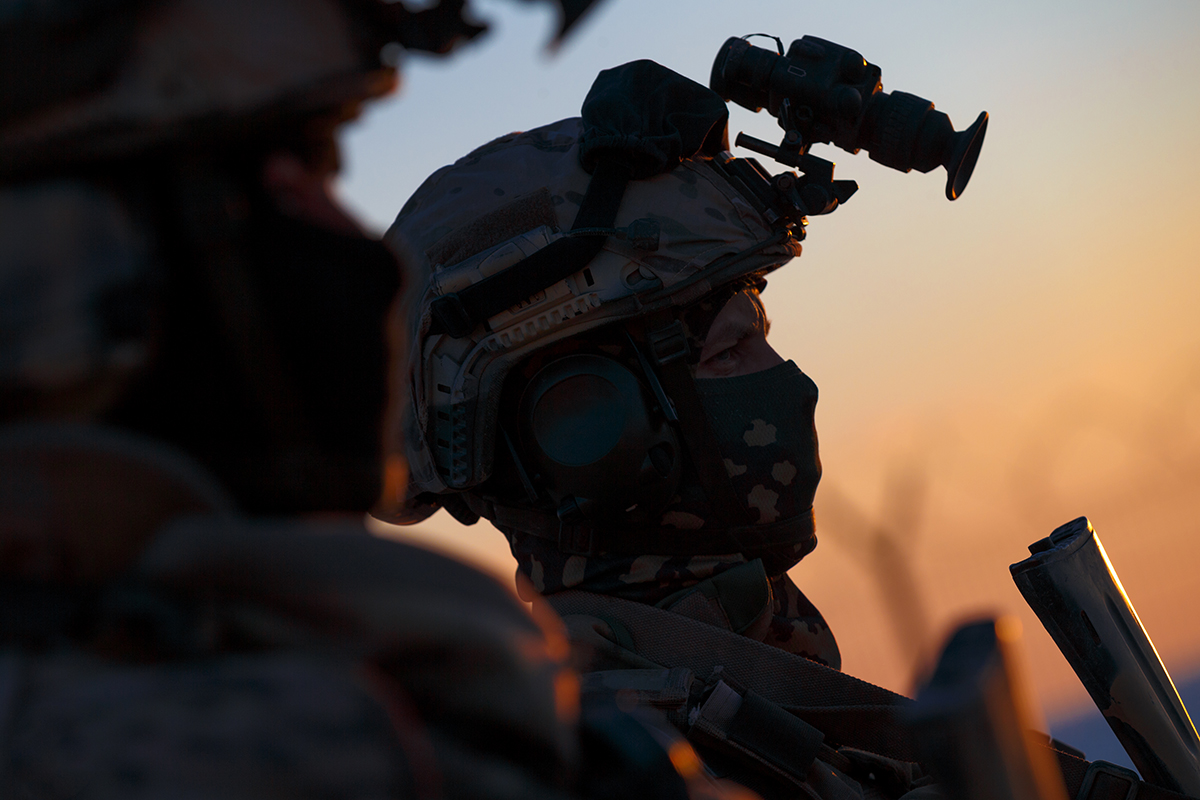
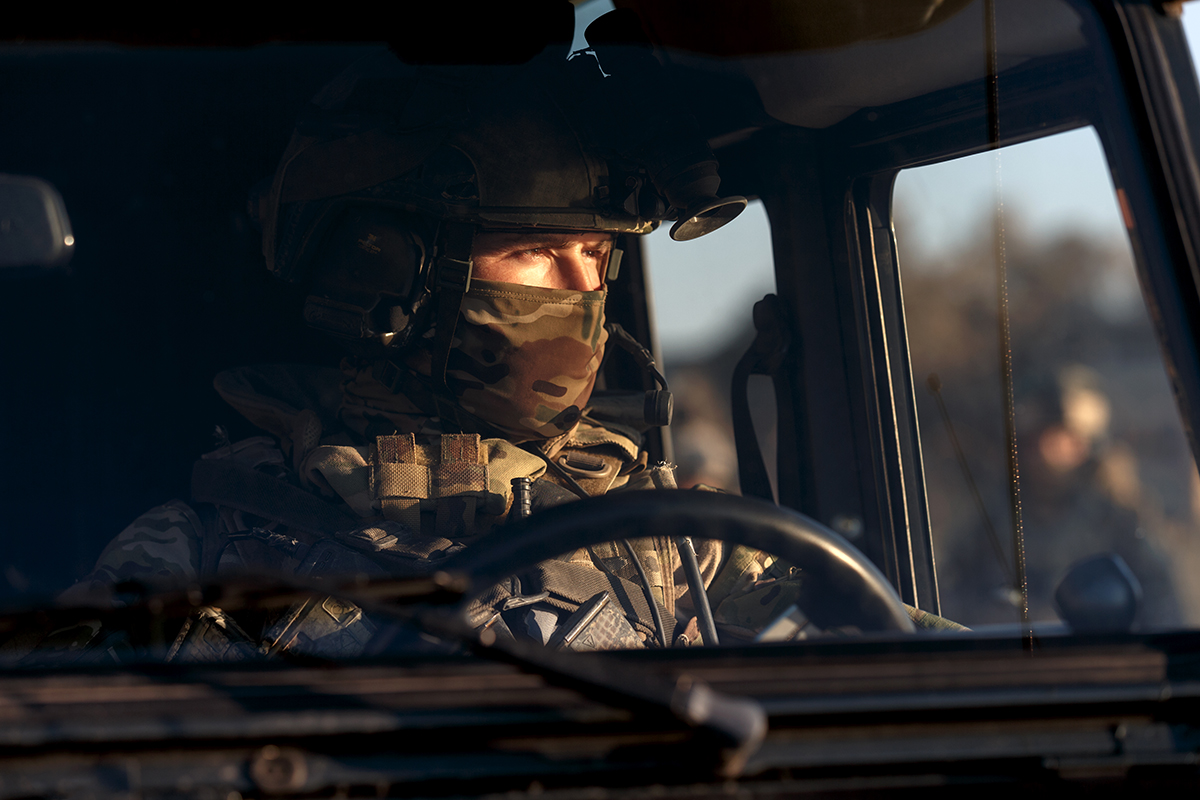
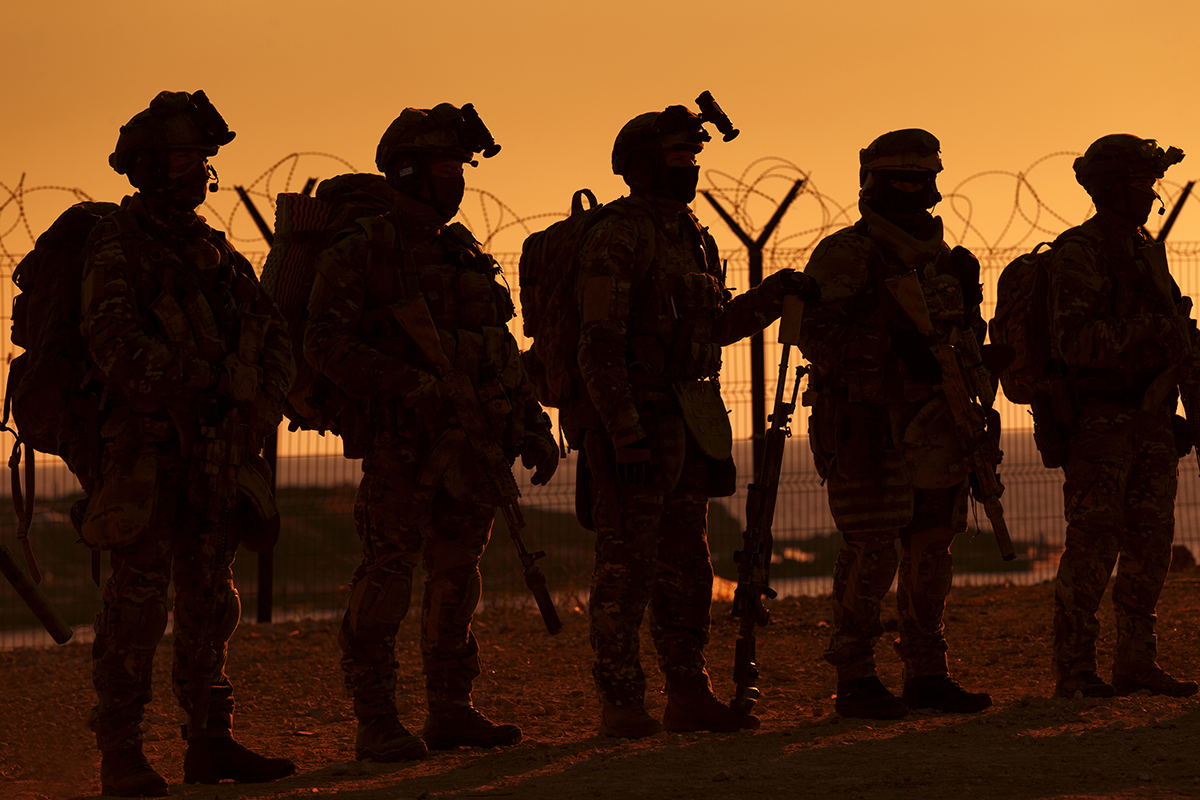
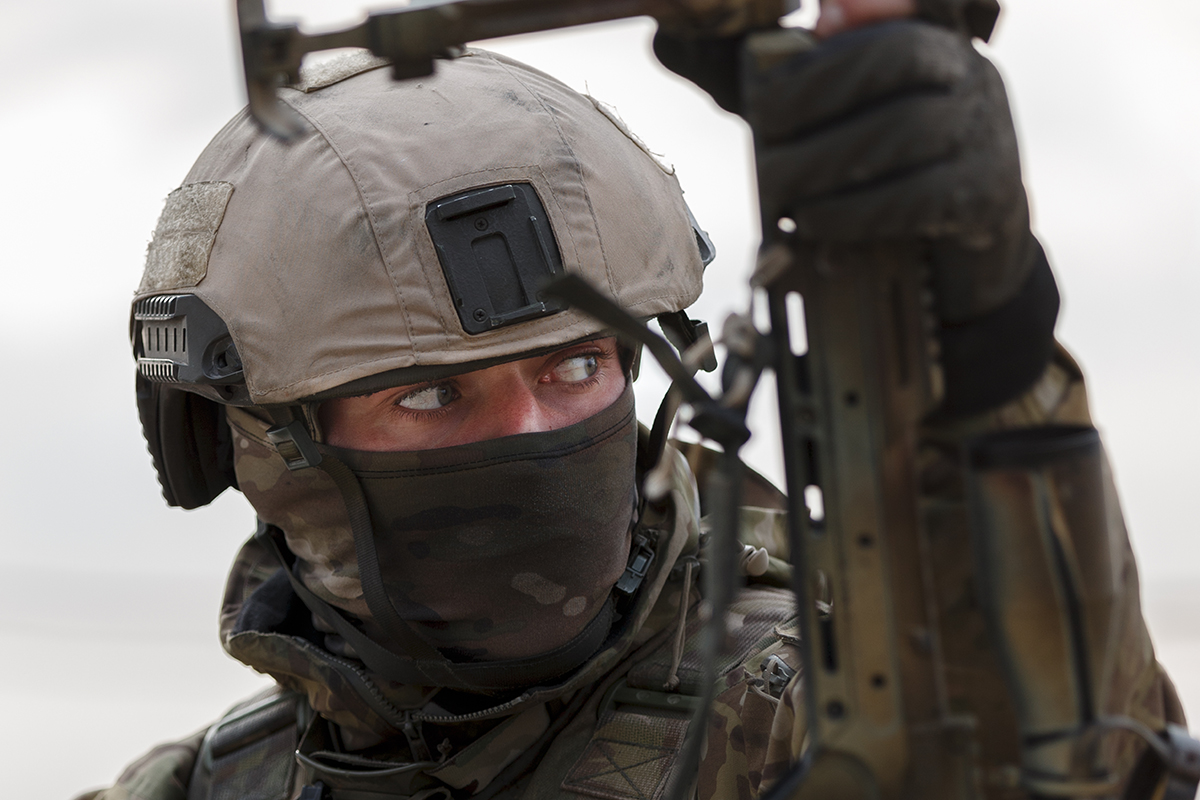
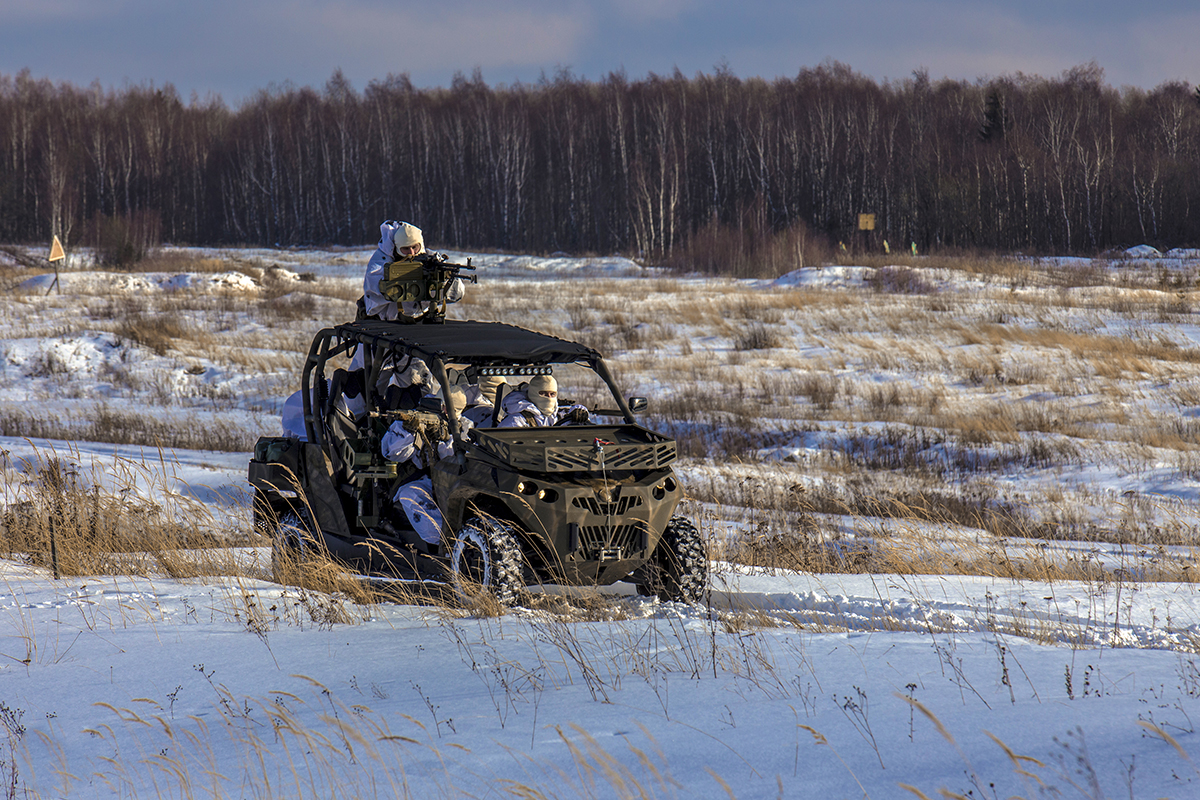
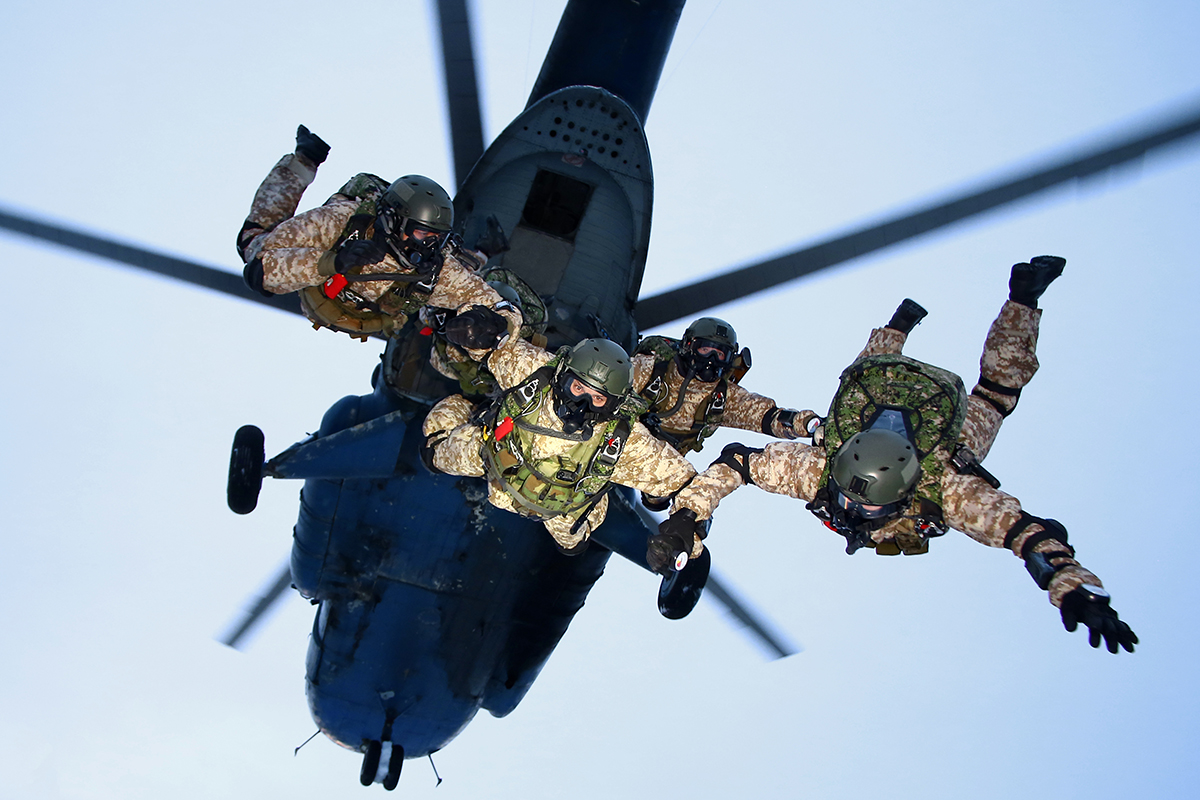
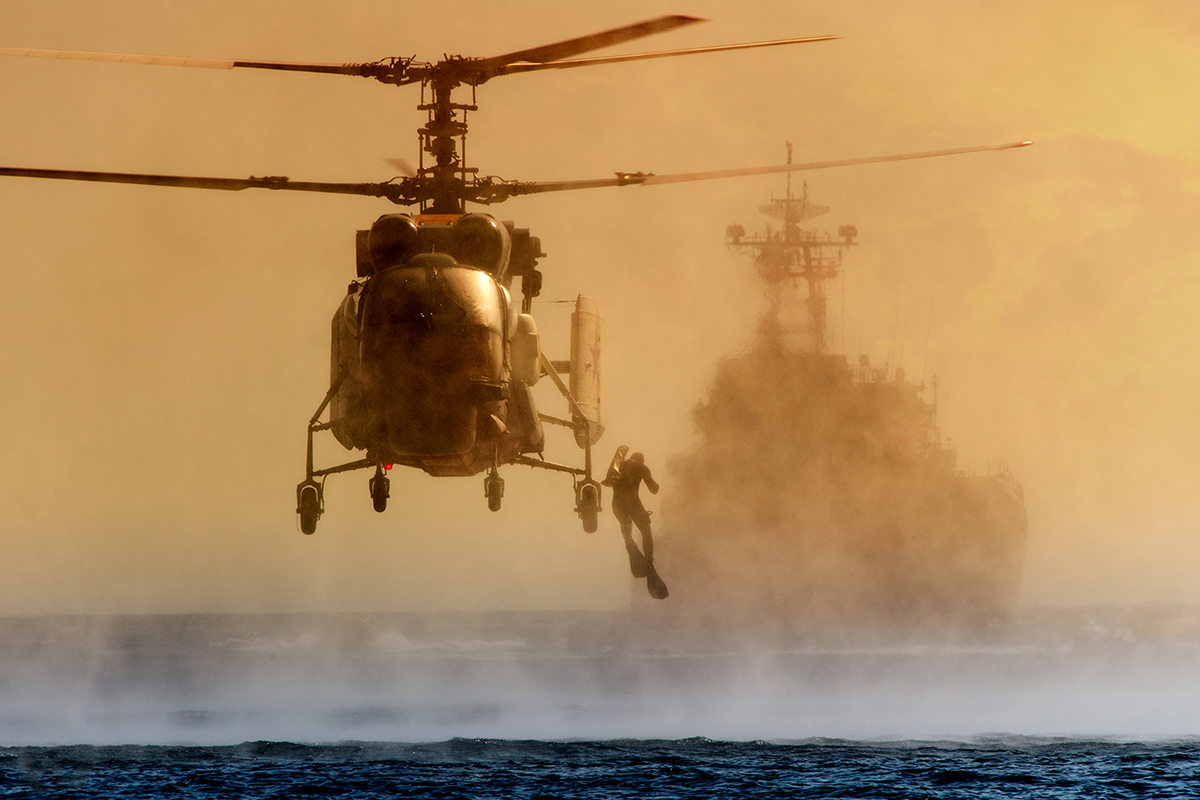
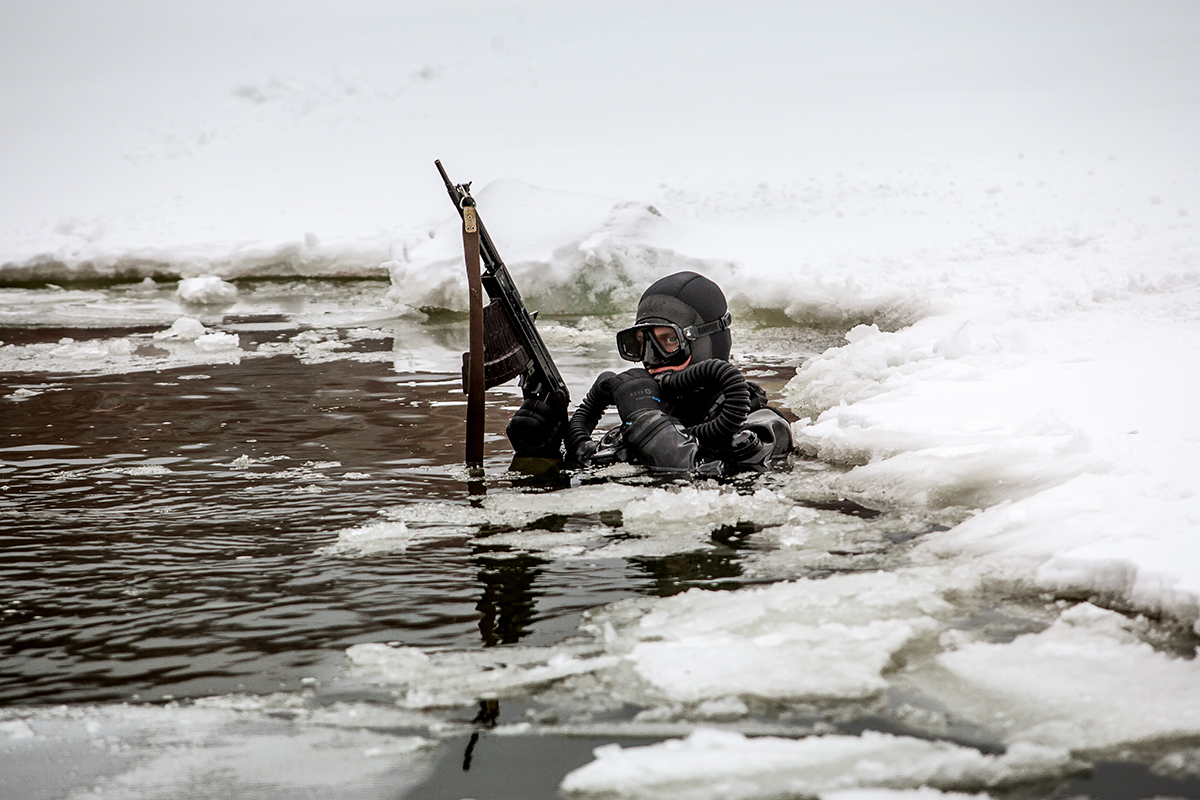
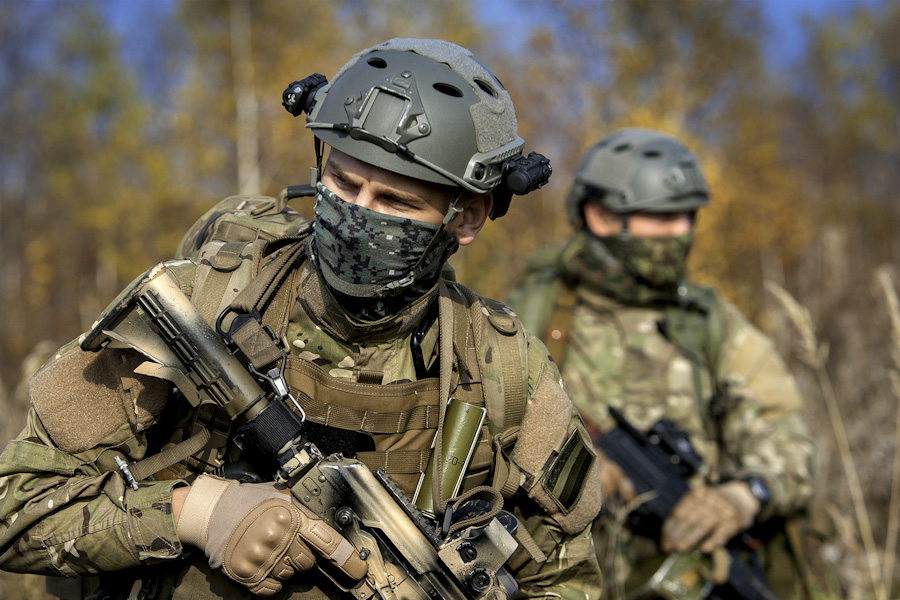

## 編成
- 特殊作戦センター "Kubinka-2"
- 特殊用途センター "Senezh"
- 第561海上救助センター
- 第344陸軍航空戦闘センター
- 特殊用途センター "Terskol"
- 第54特殊偵察センター